# Somma di Ramanujan
Nella teoria dei numeri, la somma di Ramanujan, in genere indicata con la notazione {\displaystyle c_{q}(n)}, è una funzione di due variabili intere q ed n nella formula
{\displaystyle c_{q}(n)=\sum _{a}\cos \left({\frac {2\pi na}{q}}\right)=\sum _{a=1 \atop (a,q)=1}^{q}e^{2\pi i{\tfrac {a}{q}}n},}
dove  (a, q) = 1 significa che a assume solamente valori coprimi con q. Quindi, (a, q) indica il massimo comune divisore di a e q, pari a 1, e {\displaystyle a<q,\;a\in \mathbb {Z} _{0}}. Gli addendi nella somma sono potenza di una delle radici dell'unità complesse.
Srinivasa Ramanujan trattò per la prima volta questa formula all'interno di appunti scritti nel 1918. Oltre alle estensioni prese in esame in questo articolo, la somma di Ramanujan è utilizzata anche nella dimostrazione del teorema di Vinogradov, secondo il quale ogni numero dispari sufficientemente grande è la somma di tre numeri primi.

## Notazione
Dati due interi a e b, {\displaystyle a\mid b} si legge «a divide b» e significa che esiste un intero c tale che b = ac. Analogamente, {\displaystyle a\nmid b} si legge «a non divide b». Il simbolo di sommatoria
{\displaystyle \sum _{d\,\mid \,m}f(d)},
significa che d passa attraverso tutti i possibili divisori di m, es.
{\displaystyle \sum _{d\,\mid \,12}f(d)=f(1)+f(2)+f(3)+f(4)+f(6)+f(12).}
{\displaystyle (a,\,b)\;} è il massimo comune divisore,
{\displaystyle \phi (n)\;} è la funzione φ di Eulero,
{\displaystyle \mu (n)\;} è la funzione di Möbius,
{\displaystyle \zeta (s)\;} è la funzione zeta di Riemann.

## Applicazioni
La premessa di base delle somme di Ramunujan è la loro moltiplicatività
{\displaystyle c_{kk'}(n)=c_{k}(n)c_{k'}(n),}
se {\displaystyle (k,\;k')=1} (e c_k(n) è ora la somma di Ramunujan).
Tramite la Funzione di Möbius {\displaystyle \mu }:, abbiamo:
{\displaystyle c_{k}(n)=\sum _{d\setminus (k,\;n)}\mu \left({\frac {k}{d}}\right)d.}
Molte delle funzioni moltiplicative dall'argomento naturale possono essere disposti in righe su c _ {k} (n). È vero anche il contrario.
La proprietà di base (moltiplicativa) delle somme di Ramanujan vi permetterà di calcolare somme della forma:
{\displaystyle \sum _{n=1}^{\infty }{\frac {c_{k}(qn)}{n^{s}}}f(n),\quad \sum _{k=1}^{\infty }{\frac {c_{k}(qn)}{k^{s}}}f(k),},
dove {\displaystyle f(n)} è una funzione moltiplicativa, q un numero intero , s in generale un numero complesso.
Nel caso più semplice, otteniamo:
{\displaystyle \sum _{k=1}^{\infty }{\frac {c_{k}(qn)}{k^{s}}}={\frac {\sigma _{1-s}(n)}{\zeta (s)}},}
dove  {\displaystyle \zeta (s)} è la funzione zeta di Riemann.

## Formule percq(n)

### Trigonometria
Queste formule discendono dalla formula di Eulero {\displaystyle e^{ix}=\cos x+i\sin x,}, e da alcune elementari identità di trigonometria.
{\displaystyle {\begin{aligned}c_{1}(n)&=1\\c_{2}(n)&=\cos n\pi \\c_{3}(n)&=2\cos {\tfrac {2}{3}}n\pi \\c_{4}(n)&=2\cos {\tfrac {1}{2}}n\pi \\c_{5}(n)&=2\cos {\tfrac {2}{5}}n\pi +2\cos {\tfrac {4}{5}}n\pi \\c_{6}(n)&=2\cos {\tfrac {1}{3}}n\pi \\c_{7}(n)&=2\cos {\tfrac {2}{7}}n\pi +2\cos {\tfrac {4}{7}}n\pi +2\cos {\tfrac {6}{7}}n\pi \\c_{8}(n)&=2\cos {\tfrac {1}{4}}n\pi +2\cos {\tfrac {3}{4}}n\pi \\c_{9}(n)&=2\cos {\tfrac {2}{9}}n\pi +2\cos {\tfrac {4}{9}}n\pi +2\cos {\tfrac {8}{9}}n\pi \\c_{10}(n)&=2\cos {\tfrac {1}{5}}n\pi +2\cos {\tfrac {3}{5}}n\pi \\\end{aligned}}}
Dalla formula risulta che cq(n) è sempre reale.

### Kluyver
Sìa {\displaystyle \zeta _{q}=e^{\frac {2\pi i}{q}}.}; allora ζq è una radice dell'equazione xq − 1 = 0. Ciascuna delle sue potenze ζq, ζq2, ... ζqq = ζq0 = 1, è anch'essa una radice dell'equazione. I numeri ζqn dove 1 ≤ n ≤ q, sono dette la q-esima Radice dell'unità.

ζq è nota come la q-esima radice dell'unità primitiva perché q è il più piccolo valore d n che rende ζqn = 1. L'altra radice dell'unità q-esima primitiva sono i numeri ζqa, dove (a, q) = 1. Pertanto, esistono φ(q) radici dell'unità q-esime primitive.
Possiamo dire che la somma di Ramanujan cq(n)  è la somma delle n-esime potenze della radice dell'unità q-esima primitiva.
È un fatto che le potenze di ζq sono esattamente le radici primitive per tutti i divisori di q.
Esempio. Sia q = 12. Allora
ζ12, ζ125, ζ127, e ζ1211 sono le dodicesime radici dell'unità primitive,
ζ122 e ζ1210 sono le seste radici dell'unità primitive,
ζ124 and ζ128 sono le quarte radici dell'unità primitive,
ζ126 = −1 sono le seconde radici dell'unità primitive,
ζ1212 = 1 è la prima radice dell'unità primitiva.
Quindi, se 
{\displaystyle \eta _{q}(n)=\sum _{k=1}^{q}\zeta _{q}^{kn}}
è la somma delle n-esime potenze di tutte le radici, primitive e non primitive,
{\displaystyle \eta _{q}(n)=\sum _{d\,\mid \,q}c_{d}(n),}
e, per la Formula di inversione di Möbius,
{\displaystyle c_{q}(n)=\sum _{d\,\mid \,q}\mu \left({\frac {q}{d}}\right)\eta _{d}(n).}
Dalla identità xq − 1 = (x − 1)(xq−1 + xq−2 + ... + x + 1) , segue che
{\displaystyle \eta _{q}(n)={\begin{cases}0&\;{\mbox{  if }}q\nmid n\\q&\;{\mbox{  if }}q\mid n\\\end{cases}}}
e ciò conduce alla formula
{\displaystyle c_{q}(n)=\sum _{d\,\mid \,(q,n)}\mu \left({\frac {q}{d}}\right)d,},
pubblicata da Kluyver nel 1906.
Ciò mostra che cq(n) è sempre un intero. Si confronti con la formula
{\displaystyle \phi (q)=\sum _{d\,\mid \,q}\mu \left({\frac {q}{d}}\right)d.}

### Von Sterneck
Dalla definizione è facile dimostrare che cq(n) è una funzione moltiplicativa quando la si considera una funzione di q per un valore di n fissato:: es.
{\displaystyle {\mbox{If }}\;(q,r)=1\;{\mbox{ then }}\;c_{q}(n)c_{r}(n)=c_{qr}(n).}
Dalla definizione (o dalla formula di Kluyver) è immediato dimostrare che, se p è un numero primo
{\displaystyle c_{p}(n)={\begin{cases}-1&{\mbox{  if }}p\nmid n\\\phi (p)&{\mbox{  if }}p\mid n\\\end{cases}},}
e che, se pk è una prima potenza dove k > 1,
{\displaystyle c_{p^{k}}(n)={\begin{cases}0&{\mbox{  if }}p^{k-1}\nmid n\\-p^{k-1}&{\mbox{  if }}p^{k-1}\mid n{\mbox{ and }}p^{k}\nmid n\\\phi (p^{k})&{\mbox{  if }}p^{k}\mid n\\\end{cases}}.}
Questo risultato e la proprietà moltiplicativa possono essere usati per provare che
{\displaystyle c_{q}(n)=\mu \left({\frac {q}{(q,n)}}\right){\frac {\phi (q)}{\phi \left({\frac {q}{(q,n)}}\right)}}.}
nota come la funzione aritmetica di von Sterneck. L'equivalenza fra questa e la somma di Ramanujan fu provata da Hölder.

### Altre proprietà dicq(n)
Per tutti i q interi positivi,
{\displaystyle c_{1}(q)=1,\;\;c_{q}(1)=\mu (q),\;{\mbox{  and  }}\;c_{q}(q)=\phi (q).}
{\displaystyle {\mbox{If }}m\equiv n{\pmod {q}}{\mbox{ then }}c_{q}(m)=c_{q}(n).}
Per un valore fissato di q, il valore assoluto della sequenza
cq(1), cq(2), ... è limitato da φ(q), e
per un valore fissato di n, il valore assoluto della sequenza
c1(n), c2(n), ... è limitato da n
Se q > 1
{\displaystyle \sum _{n=a}^{a+q-1}c_{q}(n)=0.}
Sìa  m1, m2 > 0, m = lcm(m1, m2). Allora, la somma di Ramanujan soddisfa la proprietà di ortogonalità:
{\displaystyle {\frac {1}{m}}\sum _{k=1}^{m}c_{m_{1}}(k)c_{m_{2}}(k)={\begin{cases}\phi (m)&m_{1}=m_{2}=m,\\0&{\text{altrimenti}}\end{cases}}}
Sìa n, k > 0. Allora, 
{\displaystyle \sum _{\stackrel {d\mid n}{\gcd(d,k)=1}}d\;{\frac {\mu ({\tfrac {n}{d}})}{\phi (d)}}={\frac {\mu (n)c_{n}(k)}{\phi (n)}},},
nota come l'identità di Brauer-Rademacher.
Se n > 0 e a è intero, abbiamo anche che
{\displaystyle \sum _{\stackrel {1\leq k\leq n}{\gcd(k,n)=1}}c_{n}(k-a)=\mu (n)c_{n}(a),}
scoperta da Cohen.

## Relazioni con altre funzioni
Se f(n)  è una funzione aritmetica, si dice 'estensione di Ramanujan per f(n)
{\displaystyle f(n)=\sum _{q=1}^{\infty }a_{q}c_{q}(n)},
oppure anche la forma
{\displaystyle f(q)=\sum _{n=1}^{\infty }a_{n}c_{q}(n)},
dove ak ∈ C.
In particolare, per s reale >= 1, si ottiene la Serie di Dirichlet
{\displaystyle \sum _{q=1}^{\infty }{\frac {c_{q}(n)}{q^{s}}}={\frac {\sigma _{1-s}(n)}{\zeta (s)}},},
dove σ è la Funzione sigma e ζ è la funzione zeta di Riemann. Per s = 1 e s = 2, essa diventa
{\displaystyle \sum _{q=1}^{\infty }{\frac {c_{q}(n)}{q}}=0},
e
{\displaystyle \sum _{q=1}^{\infty }{\frac {c_{q}(n)}{q^{2}}}={\frac {6}{\pi ^{2}}}{\frac {\sigma _{1}(n)}{n}}},
rispettivamente.
Altre identità ottenute da Ramanujan sono:
{\displaystyle \sum _{q=1}^{\infty }{\frac {c_{q}(n)}{q}}\log(q)=-\sigma _{0}(n)}
e
{\displaystyle \sum _{q=1}^{\infty }(-1)^{q-1}{\frac {c_{2q-1}(n)}{2q-1}}=r_{2}(n),},
dove r2(n) è il numero di rappresentazioni di n nella forma x2 + y2 (x, y interi).

## Estensioni di Ramanujan
Sìa f(n) una funzione aritmetica (ad esempio una funzione a valori complessi dei numeri interi o dei numeri naturali), allora una serie infinita convergente nella forma
{\displaystyle f(n)=\sum _{q=1}^{\infty }a_{q}c_{q}(n)}
oppure
{\displaystyle f(q)=\sum _{n=1}^{\infty }a_{n}c_{q}(n)}
dove {{ak ∈ C}}, è chiamata estensione di Ramanujan di f(n).
Ramanujan trovò estensioni per alcune delle più note funzioni nella teoria dei numeri. Tutti questi risultati teorici vengono provati con una strumentazione matematica elementare (ad esempio utilizzando manipolazioni formali delle serie oppure i risultati riguardo alla convergenza)
L'estensione della funzione zero dipende da un risultato della teoria analitica dei numeri primi, e precisamente dal fatto che la serie
{\displaystyle \sum _{n=1}^{\infty }{\frac {\mu (n)}{n}}}
converge a 0, mentre per r(n) e r′(n) dipende da teoremi in uno scritto precedente ..
Tutte le formule riportate in questo paragrafo sono relative al paper di Ramanujan del 1918.

### Funzione generatrice
Le funzioni generatrici delle somme di Ramanujan sono serie di Dirichlet:
{\displaystyle \zeta (s)\sum _{\delta \,\mid \,q}\mu \left({\frac {q}{\delta }}\right)\delta ^{1-s}=\sum _{n=1}^{\infty }{\frac {c_{q}(n)}{n^{s}}}}
è la funzione generatrice della successione cq(1), cq(2), ...dove q è una costante data, e
{\displaystyle {\frac {\sigma _{r-1}(n)}{n^{r-1}\zeta (r)}}=\sum _{q=1}^{\infty }{\frac {c_{q}(n)}{q^{r}}}}
è la funzione generatrice della successione c1(n), c2(n), ... dove n è una costante data.
Abbiamo inoltre la doppia serie di Dirichlet
{\displaystyle {\frac {\zeta (s)\zeta (r+s-1)}{\zeta (r)}}=\sum _{q=1}^{\infty }\sum _{n=1}^{\infty }{\frac {c_{q}(n)}{q^{r}n^{s}}}.}

### σk(n)
σk(n) è la funzione sigma (es. la somma della k-esime potenze dei divisori di n, inclusi 1 ed n).  σ0(n), il numero dei divisori di n, è in genere scritto  d(n) e σ1(n), la somma dei divosri di n, è in genere scritto come σ(n).
Se s > 0,
{\displaystyle \sigma _{s}(n)=n^{s}\zeta (s+1)\left({\frac {c_{1}(n)}{1^{s+1}}}+{\frac {c_{2}(n)}{2^{s+1}}}+{\frac {c_{3}(n)}{3^{s+1}}}+\dots \right)}
e
{\displaystyle \sigma _{-s}(n)=\zeta (s+1)\left({\frac {c_{1}(n)}{1^{s+1}}}+{\frac {c_{2}(n)}{2^{s+1}}}+{\frac {c_{3}(n)}{3^{s+1}}}+\dots \right).}
Ponendo s = 1, si ha
{\displaystyle \sigma (n)={\frac {\pi ^{2}}{6}}n\left({\frac {c_{1}(n)}{1}}+{\frac {c_{2}(n)}{4}}+{\frac {c_{3}(n)}{9}}+\dots \right).}
Se l'Ipotesi di Riemann è vera, e  {\displaystyle -{\tfrac {1}{2}}<s<{\tfrac {1}{2}},}
{\displaystyle \sigma _{s}(n)=\zeta (1-s)\left({\frac {c_{1}(n)}{1^{1-s}}}+{\frac {c_{2}(n)}{2^{1-s}}}+{\frac {c_{3}(n)}{3^{1-s}}}+\dots \right)=n^{s}\zeta (1+s)\left({\frac {c_{1}(n)}{1^{1+s}}}+{\frac {c_{2}(n)}{2^{1+s}}}+{\frac {c_{3}(n)}{3^{1+s}}}+\dots \right).}

### d(n)
d(n) = σ0(n) è il numero di divisori di n, inclusi 1 ed n.
{\displaystyle {\begin{aligned}-d(n)&={\frac {\log 1}{1}}c_{1}(n)+{\frac {\log 2}{2}}c_{2}(n)+{\frac {\log 3}{3}}c_{3}(n)+\dots \\-d(n)(2\gamma +\log n)&={\frac {\log ^{2}1}{1}}c_{1}(n)+{\frac {\log ^{2}2}{2}}c_{2}(n)+{\frac {\log ^{2}3}{3}}c_{3}(n)+\cdots \end{aligned}}}
dove γ = 0.5772... è la costante di Eulero-Mascheroni.

### φ(n)
φ(n) è il numero di interi positivi minori di n e coprimi con n. Ramanujan definì una generalizzazione di essa, se:
{\displaystyle n=p_{1}^{a_{1}}p_{2}^{a_{2}}p_{3}^{a_{3}}\cdots }
è la scomposizione di n in fattori di primi, ed s un numero complesso, si ottiene
{\displaystyle \phi _{s}(n)=n^{s}(1-p_{1}^{-s})(1-p_{2}^{-s})(1-p_{3}^{-s})\cdots ,}
in modo tale che φ1(n) = φ(n) è la funzione di Eulero.
Egli dimostrò che
{\displaystyle {\frac {\mu (n)n^{s}}{\phi _{s}(n)\zeta (s)}}=\sum _{\nu =1}^{\infty }{\frac {\mu (n\nu )}{\nu ^{s}}}}
ed usò tale risultato per provare che
{\displaystyle {\frac {\phi _{s}(n)\zeta (s+1)}{n^{s}}}={\frac {\mu (1)c_{1}(n)}{\phi _{s+1}(1)}}+{\frac {\mu (2)c_{2}(n)}{\phi _{s+1}(2)}}+{\frac {\mu (3)c_{3}(n)}{\phi _{s+1}(3)}}+\dots .}
ponendo s = 1,
{\displaystyle \phi (n)={\frac {6}{\pi ^{2}}}n\left(c_{1}(n)-{\frac {c_{2}(n)}{2^{2}-1}}-{\frac {c_{3}(n)}{3^{2}-1}}-{\frac {c_{5}(n)}{5^{2}-1}}+{\frac {c_{6}(n)}{(2^{2}-1)(3^{2}-1)}}-{\frac {c_{7}(n)}{7^{2}-1}}+{\frac {c_{10}(n)}{(2^{2}-1)(5^{2}-1)}}-\dots \right).}
Si noti che la costante è l'inverso di quella che compare nella formula per σ(n).

### Zero
Per ogni n > 0,
{\displaystyle 0=c_{1}(n)+{\frac {1}{2}}c_{2}(n)+{\frac {1}{3}}c_{3}(n)+\dots .}
che è equivalente al teorema dei numeri primi.

### r2s(n) (somma di quadrati perfetti)
r2s(n)  è il numero di modi possibili per rappresentare n come la somma di due numeri quadrati perfetti, conteggiando come differenti due diversi ordini degli addendi o segni (es., r2(13) = 8, as 13 = (±2)2 + (±3)2 = (±3)2 + (±2)2.)
Ramanujan definì una funzione δ2s(n) e pubblicò un paper  in cui provò che r2s(n) = δ2s(n) per s  = 1, 2, 3, e 4. Per s > 4 provò che δ2s(n) è una buona approssimazione per r2s(n).
s = 1 ha una formula particolare:
{\displaystyle \delta _{2}(n)=\pi \left({\frac {c_{1}(n)}{1}}-{\frac {c_{3}(n)}{3}}+{\frac {c_{5}(n)}{5}}-\dots \right).}
Nelle formule seguenti i segni si ripetono con una periodicità di 4.
Se s ≡ 0 (mod 4),
{\displaystyle \delta _{2s}(n)={\frac {\pi ^{s}n^{s-1}}{(s-1)!}}\left({\frac {c_{1}(n)}{1^{s}}}+{\frac {c_{4}(n)}{2^{s}}}+{\frac {c_{3}(n)}{3^{s}}}+{\frac {c_{8}(n)}{4^{s}}}+{\frac {c_{5}(n)}{5^{s}}}+{\frac {c_{12}(n)}{6^{s}}}+{\frac {c_{7}(n)}{7^{s}}}+{\frac {c_{16}(n)}{8^{s}}}+\dots \right)}
Se s ≡ 2 (mod 4),
{\displaystyle \delta _{2s}(n)={\frac {\pi ^{s}n^{s-1}}{(s-1)!}}\left({\frac {c_{1}(n)}{1^{s}}}-{\frac {c_{4}(n)}{2^{s}}}+{\frac {c_{3}(n)}{3^{s}}}-{\frac {c_{8}(n)}{4^{s}}}+{\frac {c_{5}(n)}{5^{s}}}-{\frac {c_{12}(n)}{6^{s}}}+{\frac {c_{7}(n)}{7^{s}}}-{\frac {c_{16}(n)}{8^{s}}}+\dots \right)}
Se s ≡ 1 (mod 4) e s > 1,
{\displaystyle \delta _{2s}(n)={\frac {\pi ^{s}n^{s-1}}{(s-1)!}}\left({\frac {c_{1}(n)}{1^{s}}}+{\frac {c_{4}(n)}{2^{s}}}-{\frac {c_{3}(n)}{3^{s}}}+{\frac {c_{8}(n)}{4^{s}}}+{\frac {c_{5}(n)}{5^{s}}}+{\frac {c_{12}(n)}{6^{s}}}-{\frac {c_{7}(n)}{7^{s}}}+{\frac {c_{16}(n)}{8^{s}}}+\dots \right)}
Se s ≡ 3 (mod 4),
{\displaystyle \delta _{2s}(n)={\frac {\pi ^{s}n^{s-1}}{(s-1)!}}\left({\frac {c_{1}(n)}{1^{s}}}-{\frac {c_{4}(n)}{2^{s}}}-{\frac {c_{3}(n)}{3^{s}}}-{\frac {c_{8}(n)}{4^{s}}}+{\frac {c_{5}(n)}{5^{s}}}-{\frac {c_{12}(n)}{6^{s}}}-{\frac {c_{7}(n)}{7^{s}}}-{\frac {c_{16}(n)}{8^{s}}}+\dots \right)}
e pertanto,
{\displaystyle {\begin{aligned}r_{2}(n)&=\pi \left({\frac {c_{1}(n)}{1}}-{\frac {c_{3}(n)}{3}}+{\frac {c_{5}(n)}{5}}-{\frac {c_{7}(n)}{7}}+{\frac {c_{11}(n)}{11}}-{\frac {c_{13}(n)}{13}}+{\frac {c_{15}(n)}{15}}-{\frac {c_{17}(n)}{17}}+\cdots \right)\\r_{4}(n)&=\pi ^{2}n\left({\frac {c_{1}(n)}{1}}-{\frac {c_{4}(n)}{4}}+{\frac {c_{3}(n)}{9}}-{\frac {c_{8}(n)}{16}}+{\frac {c_{5}(n)}{25}}-{\frac {c_{12}(n)}{36}}+{\frac {c_{7}(n)}{49}}-{\frac {c_{16}(n)}{64}}+\cdots \right)\\r_{6}(n)&={\frac {\pi ^{3}n^{2}}{2}}\left({\frac {c_{1}(n)}{1}}-{\frac {c_{4}(n)}{8}}-{\frac {c_{3}(n)}{27}}-{\frac {c_{8}(n)}{64}}+{\frac {c_{5}(n)}{125}}-{\frac {c_{12}(n)}{216}}-{\frac {c_{7}(n)}{343}}-{\frac {c_{16}(n)}{512}}+\cdots \right)\\r_{8}(n)&={\frac {\pi ^{4}n^{3}}{6}}\left({\frac {c_{1}(n)}{1}}+{\frac {c_{4}(n)}{16}}+{\frac {c_{3}(n)}{81}}+{\frac {c_{8}(n)}{256}}+{\frac {c_{5}(n)}{625}}+{\frac {c_{12}(n)}{1296}}+{\frac {c_{7}(n)}{2401}}+{\frac {c_{16}(n)}{4096}}+\cdots \right)\end{aligned}}}

## Tabella
|   |    | n  |    |    |    |    |    |    |    |    |    |     |    |     |     |    |    |    |    |    |    |    |    |    |    |    |    |    |    |    |    |
| 1 | 2  | 3  | 4  | 5  | 6  | 7  | 8  | 9  | 10 | 11 | 12 | 13  | 14 | 15  | 16  | 17 | 18 | 19 | 20 | 21 | 22 | 23 | 24 | 25 | 26 | 27 | 28 | 29 | 30 |    |    |
| s | 1  | 1  | 1  | 1  | 1  | 1  | 1  | 1  | 1  | 1  | 1  | 1   | 1  | 1   | 1   | 1  | 1  | 1  | 1  | 1  | 1  | 1  | 1  | 1  | 1  | 1  | 1  | 1  | 1  | 1  | 1  |
| s | 2  | −1 | 1  | −1 | 1  | −1 | 1  | −1 | 1  | −1 | 1  | −1  | 1  | −1  | 1   | −1 | 1  | −1 | 1  | −1 | 1  | −1 | 1  | −1 | 1  | −1 | 1  | −1 | 1  | −1 | 1  |
| s | 3  | −1 | −1 | 2  | −1 | −1 | 2  | −1 | −1 | 2  | −1 | −1  | 2  | −1  | −1  | 2  | −1 | −1 | 2  | −1 | −1 | 2  | −1 | −1 | 2  | −1 | −1 | 2  | −1 | −1 | 2  |
| s | 4  | 0  | −2 | 0  | 2  | 0  | −2 | 0  | 2  | 0  | −2 | 0   | 2  | 0   | −2  | 0  | 2  | 0  | −2 | 0  | 2  | 0  | −2 | 0  | 2  | 0  | −2 | 0  | 2  | 0  | −2 |
| s | 5  | −1 | −1 | −1 | −1 | 4  | −1 | −1 | −1 | −1 | 4  | −1  | −1 | −1  | −1  | 4  | −1 | −1 | −1 | −1 | 4  | −1 | −1 | −1 | −1 | 4  | −1 | −1 | −1 | −1 | 4  |
| s | 6  | 1  | −1 | −2 | −1 | 1  | 2  | 1  | −1 | −2 | −1 | 1   | 2  | 1   | −1  | −2 | −1 | 1  | 2  | 1  | −1 | −2 | −1 | 1  | 2  | 1  | −1 | −2 | −1 | 1  | 2  |
| s | 7  | −1 | −1 | −1 | −1 | −1 | −1 | 6  | −1 | −1 | −1 | −1  | −1 | −1  | 6   | −1 | −1 | −1 | −1 | −1 | −1 | 6  | −1 | −1 | −1 | −1 | −1 | −1 | 6  | −1 | −1 |
| s | 8  | 0  | 0  | 0  | −4 | 0  | 0  | 0  | 4  | 0  | 0  | 0   | −4 | 0   | 0   | 0  | 4  | 0  | 0  | 0  | −4 | 0  | 0  | 0  | 4  | 0  | 0  | 0  | −4 | 0  | 0  |
| s | 9  | 0  | 0  | −3 | 0  | 0  | −3 | 0  | 0  | 6  | 0  | 0   | −3 | 0   | 0   | −3 | 0  | 0  | 6  | 0  | 0  | −3 | 0  | 0  | −3 | 0  | 0  | 6  | 0  | 0  | −3 |
| s | 10 | 1  | −1 | 1  | −1 | −4 | −1 | 1  | −1 | 1  | 4  | 1   | −1 | 1   | −1  | −4 | −1 | 1  | −1 | 1  | 4  | 1  | −1 | 1  | −1 | −4 | −1 | 1  | −1 | 1  | 4  |
| s | 11 | −1 | −1 | −1 | −1 | −1 | −1 | −1 | −1 | −1 | −1 | 10  | −1 | −1  | −1  | −1 | −1 | −1 | −1 | −1 | −1 | −1 | 10 | −1 | −1 | −1 | −1 | −1 | −1 | −1 | −1 |
| s | 12 | 0  | 2  | 0  | −2 | 0  | −4 | 0  | −2 | 0  | 2  | 0   | 4  | 0   | 2   | 0  | −2 | 0  | −4 | 0  | −2 | 0  | 2  | 0  | 4  | 0  | 2  | 0  | −2 | 0  | −4 |
| s | 13 | −1 | −1 | −1 | −1 | −1 | −1 | −1 | −1 | −1 | −1 | −1  | −1 | 12  | −1  | −1 | −1 | −1 | −1 | −1 | −1 | −1 | −1 | −1 | −1 | −1 | 12 | −1 | −1 | −1 | −1 |
| s | 14 | 1  | −1 | 1  | −1 | 1  | −1 | −6 | −1 | 1  | −1 | 1   | −1 | 1   | 6   | 1  | −1 | 1  | −1 | 1  | −1 | −6 | −1 | 1  | −1 | 1  | −1 | 1  | 6  | 1  | −1 |
| s | 15 | 1  | 1  | −2 | 1  | −4 | −2 | 1  | 1  | −2 | −4 | 1   | −2 | 1   | 1   | 8  | 1  | 1  | −2 | 1  | −4 | −2 | 1  | 1  | −2 | −4 | 1  | −2 | 1  | 1  | 8  |
| s | 16 | 0  | 0  | 0  | 0  | 0  | 0  | 0  | −8 | 0  | 0  | 0   | 0  | 0   | 0   | 0  | 8  | 0  | 0  | 0  | 0  | 0  | 0  | 0  | −8 | 0  | 0  | 0  | 0  | 0  | 0  |
| s | 17 | −1 | −1 | −1 | −1 | −1 | −1 | −1 | −1 | −1 | −1 | −1  | −1 | −1  | −1  | −1 | −1 | 16 | −1 | −1 | −1 | −1 | −1 | −1 | −1 | −1 | −1 | −1 | −1 | −1 | −1 |
| s | 18 | 0  | 0  | 3  | 0  | 0  | −3 | 0  | 0  | −6 | 0  | 0   | −3 | 0   | 0   | 3  | 0  | 0  | 6  | 0  | 0  | 3  | 0  | 0  | −3 | 0  | 0  | −6 | 0  | 0  | −3 |
| s | 19 | −1 | −1 | −1 | −1 | −1 | −1 | −1 | −1 | −1 | −1 | −1  | −1 | −1  | −1  | −1 | −1 | −1 | −1 | 18 | −1 | −1 | −1 | −1 | −1 | −1 | −1 | −1 | −1 | −1 | −1 |
| s | 20 | 0  | 2  | 0  | −2 | 0  | 2  | 0  | −2 | 0  | −8 | 0   | −2 | 0   | 2   | 0  | −2 | 0  | 2  | 0  | 8  | 0  | 2  | 0  | −2 | 0  | 2  | 0  | −2 | 0  | −8 |
| s | 21 | 1  | 1  | −2 | 1  | 1  | −2 | −6 | 1  | −2 | 1  | 1   | −2 | 1   | −6  | −2 | 1  | 1  | −2 | 1  | 1  | 12 | 1  | 1  | −2 | 1  | 1  | −2 | −6 | 1  | −2 |
| s | 22 | 1  | −1 | 1  | −1 | 1  | −1 | 1  | −1 | 1  | −1 | −10 | −1 | 1   | −1  | 1  | −1 | 1  | −1 | 1  | −1 | 1  | 10 | 1  | −1 | 1  | −1 | 1  | −1 | 1  | −1 |
| s | 23 | −1 | −1 | −1 | −1 | −1 | −1 | −1 | −1 | −1 | −1 | −1  | −1 | −1  | −1  | −1 | −1 | −1 | −1 | −1 | −1 | −1 | −1 | 22 | −1 | −1 | −1 | −1 | −1 | −1 | −1 |
| s | 24 | 0  | 0  | 0  | 4  | 0  | 0  | 0  | −4 | 0  | 0  | 0   | −8 | 0   | 0   | 0  | −4 | 0  | 0  | 0  | 4  | 0  | 0  | 0  | 8  | 0  | 0  | 0  | 4  | 0  | 0  |
| s | 25 | 0  | 0  | 0  | 0  | −5 | 0  | 0  | 0  | 0  | −5 | 0   | 0  | 0   | 0   | −5 | 0  | 0  | 0  | 0  | −5 | 0  | 0  | 0  | 0  | 20 | 0  | 0  | 0  | 0  | −5 |
| s | 26 | 1  | −1 | 1  | −1 | 1  | −1 | 1  | −1 | 1  | −1 | 1   | −1 | −12 | −1  | 1  | −1 | 1  | −1 | 1  | −1 | 1  | −1 | 1  | −1 | −1 | 12 | 1  | −1 | 1  | −1 |
| s | 27 | 0  | 0  | 0  | 0  | 0  | 0  | 0  | 0  | −9 | 0  | 0   | 0  | 0   | 0   | 0  | 0  | 0  | −9 | 0  | 0  | 0  | 0  | 0  | 0  | 0  | 0  | 18 | 0  | 0  | 0  |
| s | 28 | 0  | 2  | 0  | −2 | 0  | 2  | 0  | −2 | 0  | 2  | 0   | −2 | 0   | −12 | 0  | −2 | 0  | 2  | 0  | −2 | 0  | 2  | 0  | −2 | 0  | 2  | 0  | 12 | 0  | 2  |
| s | 29 | −1 | −1 | −1 | −1 | −1 | −1 | −1 | −1 | −1 | −1 | −1  | −1 | −1  | −1  | −1 | −1 | −1 | −1 | −1 | −1 | −1 | −1 | −1 | −1 | −1 | −1 | −1 | −1 | 28 | −1 |
| s | 30 | −1 | 1  | 2  | 1  | 4  | −2 | −1 | 1  | 2  | −4 | −1  | −2 | −1  | 1   | −8 | 1  | −1 | −2 | −1 | −4 | 2  | 1  | −1 | −2 | 4  | 1  | 2  | 1  | −1 | 8  |